# Miron Grossman
Miron Borisowicz Grossman (ros. Миро́н Бори́сович Гро́ссман, ur. 1884 w Tiemriuku, zm. 3 listopada 1937) – radziecki działacz partyjny.

## Życiorys
Działacz partii eserowskiej, studiował na Wydziale Prawnym na Sorbonie, od 1919 członek RKP(b). Wojskowy komisarz Samarkandzko-Bucharskiej Grupy Wojsk, od 15 stycznia do 21 marca 1920 wojskowy komisarz 1 Turkiestańskiej Dywizji Piechoty, później dowódca garnizonu Samarkandy, wojskowy komisarz obwodu samarkandzkiego, dyrektor fabryki tekstylnej im. Swierdłowa, później dyrektor fabryki tkackiej im. Swierdłowa w Moskwie i pracownik Ludowego Komisariatu Inspekcji Robotniczo-Chłopskiej ZSRR. Od 13 lipca 1930 do 26 stycznia 1934 członek Centralnej Komisji Kontrolnej WKP(b), od 21 listopada 1931 do 29 stycznia 1932 pomocnik szefa, a od 29 stycznia do 7 października 1932 II zastępca szefa Zarządu Ekonomicznego OGPU ZSRR, od 7 października 1932 do 3 marca 1933 szef donieckiego obwodowego oddziału GPU. Od marca 1933 do 1934 na leczeniu, później dyrektor fabryki maszyn rolniczych "Sierp i Mołot" w Charkowie, 1936-1937 dyrektor fabryki w Kijowie, 1937 odesłany na emeryturę.
8 sierpnia 1937 aresztowany, 3 listopada 1937 skazany na śmierć przez Wojskowe Kolegium Sądu Najwyższego ZSRR "za przynależność do kontrrewolucyjnej organizacji dywersyjno-terrorystycznej" i rozstrzelany. 9 maja 1956 pośmiertnie zrehabilitowany.